# Antônio Jorge Silveira de Menezes
Antônio Jorge Silveira de Menezes (Rio de Janeiro, 1931 — Rio de Janeiro, 2006) foi um empresário, teólogo e filantropo brasileiro do século XX.

## Biografia
Natural do Rio de Janeiro. Nascido da família Gonçalves de Menezes. Empresário especializado na importação de bens de capital, entre a década 50 e a de 90, quando introduziu no país um grande número de equipamentos demandados pela indústria brasileira, representando marcas mundialmente conhecidas, tais como SKF e Caterpillar Inc.. Desenvolveu também muitas obras de filantropia, especialmente uma grande parceria com a Cruz Vermelha Brasileira voltada para a concessão de bolsas de estudo para alunos de enfermagem. Nos últimos anos de sua vida, dedicou-se inteiramente ao estudo e formação em teologia. Como amigo pessoal do beneditino D. Estêvão Bettencourt, idealizou e promoveu a expansão da Escola Superior de Fé e Catequese Mater Ecclesiae, no Rio de Janeiro, a qual, em pouco mais de uma década, passou a contar com vinte e seis unidades espalhadas pela capital carioca. Casou-se, no Rio de Janeiro, em 1957, com Enalva Corrêa Rocha, deixando geração. Faleceu em 6 de abril de 2006, no Rio de Janeiro.